# Tradicionalna izrada violina
Tradicionalna izrada violina (tal. Liuteria) je izrazito cijenjen obrt koji se sastoji u proizvodnji i obnovi gudačkih (violina, viola, violončelo, kontrabas i dr.) i trzalačkih instrumenata (gitara, bas, madolina i dr.). Za to tvorci violina pohađaju posebne škole koje se temelje na bliskom odnosu mentora i štićenika, prije nego ovi pristupe šegrtovanju u lokalnim radionicama, gdje, u beskrajnom procesu, nastavljaju uvježbavati i usavršavati svoje tehnike. Kao temelj cremonskog identiteta, te presudne uloge u društvenim i kulturnim događajima grada, tradicionalna izrada violina u Cremoni je upisana na UNESCO-ov popis nematerijalne svjetske baštine u Europi 2012. god.

## Povijest
Vještine i umjetnost proizvodnje violina se gotovo nije promijenio od klasičnog doba proizvodnje violina u Italiji, u 16. i 17. stoljeću. Tijekom renesanse, u Italiji se dogodila provala novih proizvođača violina. Najprije su nastale mnoge radionice u Bresci, a potom u Cremoni koja je postala glavno središte proizvodnje violina u 17. i 18. stoljeću. Upravo je u radionici Andrea Amatija (oko 1505. – 1577.), polovicom 16. stoljeća, nastao oblik instrumenta kojeg danas poznajemo kao violina. Najslavniji proizvođači gudačkih instrumenata bili su Antonio Stradivari i Giuseppe Guarneri del Gesù iz Cremone, i Gasparo da Salò i Giovanni Paolo Maggini iz Brescije. Upravo je djelovanje ovih majstora dovelo do širenja tehnika tradicionalne proizvodnje violina širom Europe gdje su nastale mnoge škole kao što su u gradovima Granada (Španjolska) i Mirecourt (Francuska).

## Postupak izrade
Svaki majstor proizvodi od tri do šest violina godišnje, pri čemu treba na središnji drveni kalup mora ručno složiti više od 70 drvenih dijelova, prema različitim akustičnim pravilima svakog dijela. Svaki dio se pravi od pažljivo biranog i odležanog drveta i ne koriste se nikakvi industrijski materijali ili poluproizvodi. Proizvodnja također zahtjeva veliki stupanj kreativnosti jer majstor prilagođava opća pravila i osobno znanje svakom instrumentu. Tako nastaju violine među kojima ne postoje dvije identične.
Cremonski majstori su dubokom uvjereni kako je prijenos njihova znanja presudan za širenje obrta, a dijalog s glazbenicima inimno bitan za razumijevanje želja klijenata. Danas se ovime bave dvije udruge u Cremoni, Consorzio Liutai Antonio Stradivari i Associazione Liutaria Italiana.

## Vanjske poveznice
- Tradicionalna izrada violina u Cremoni na Youtube
- Il Portale del Violino, sito che si occupa essenzialmente di liuteria (tal.)